# Azincourt
Azincourt ist eine französische Gemeinde mit 304 Einwohnern (Stand: 1. Januar 2022) im Département Pas-de-Calais in der Region Hauts-de-France. Sie gehört zum Arrondissement Montreuil und ist Mitglied im Gemeindeverband Communauté de communes des 7 Vallées. Die Einwohner werden Azincourtois und Azincourtoises genannt.

## Lage
Die Gemeinde Azincourt liegt im Artois, 30 Kilometer östlich von Montreuil-sur-Mer. Nachbargemeinden von Azincourt sind Ruisseauville im Norden, Canlers im Nordosten, Tramecourt im Osten, Maisoncelle im Südosten, Béalencourt im Süden, Auchy-lès-Hesdin und Fressin im Südwesten, Planques im Westen sowie Avondance im Nordwesten.

## Geschichte
Azincourt, dessen Existenz seit 1175 dokumentiert ist, war der Schauplatz der Schlacht von Azincourt vom 25. Oktober 1415. Im Ort befindet sich ein Museum über dieses historische Ereignis.

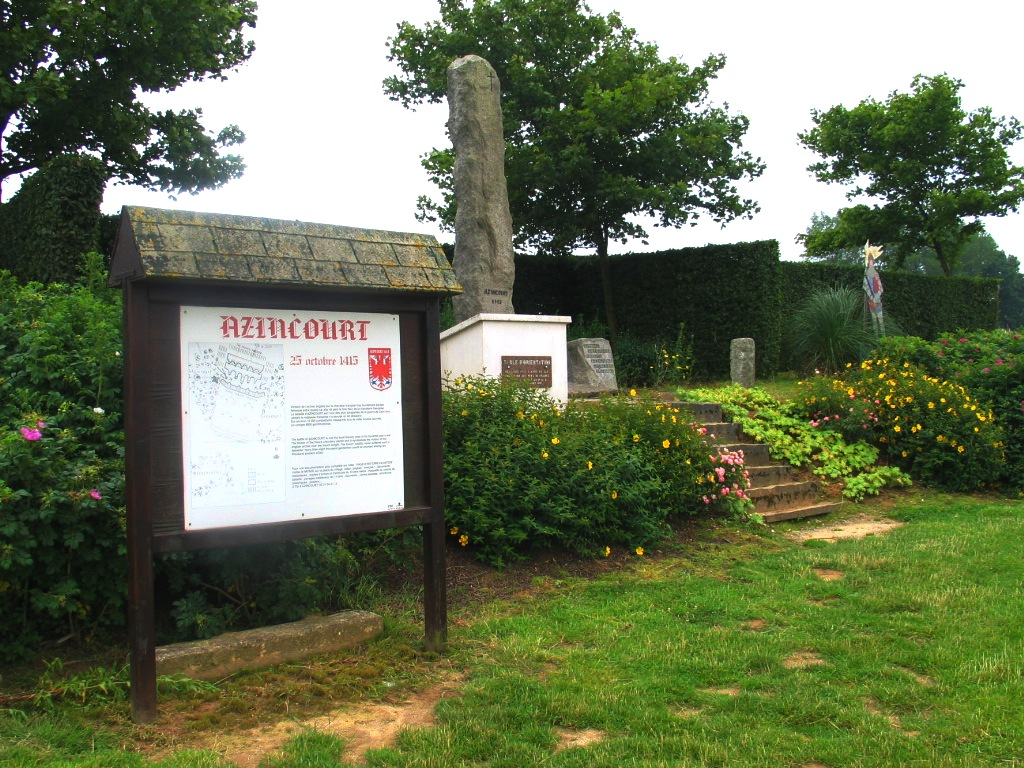
Gedenkstätte am historischen Schlachtfeld
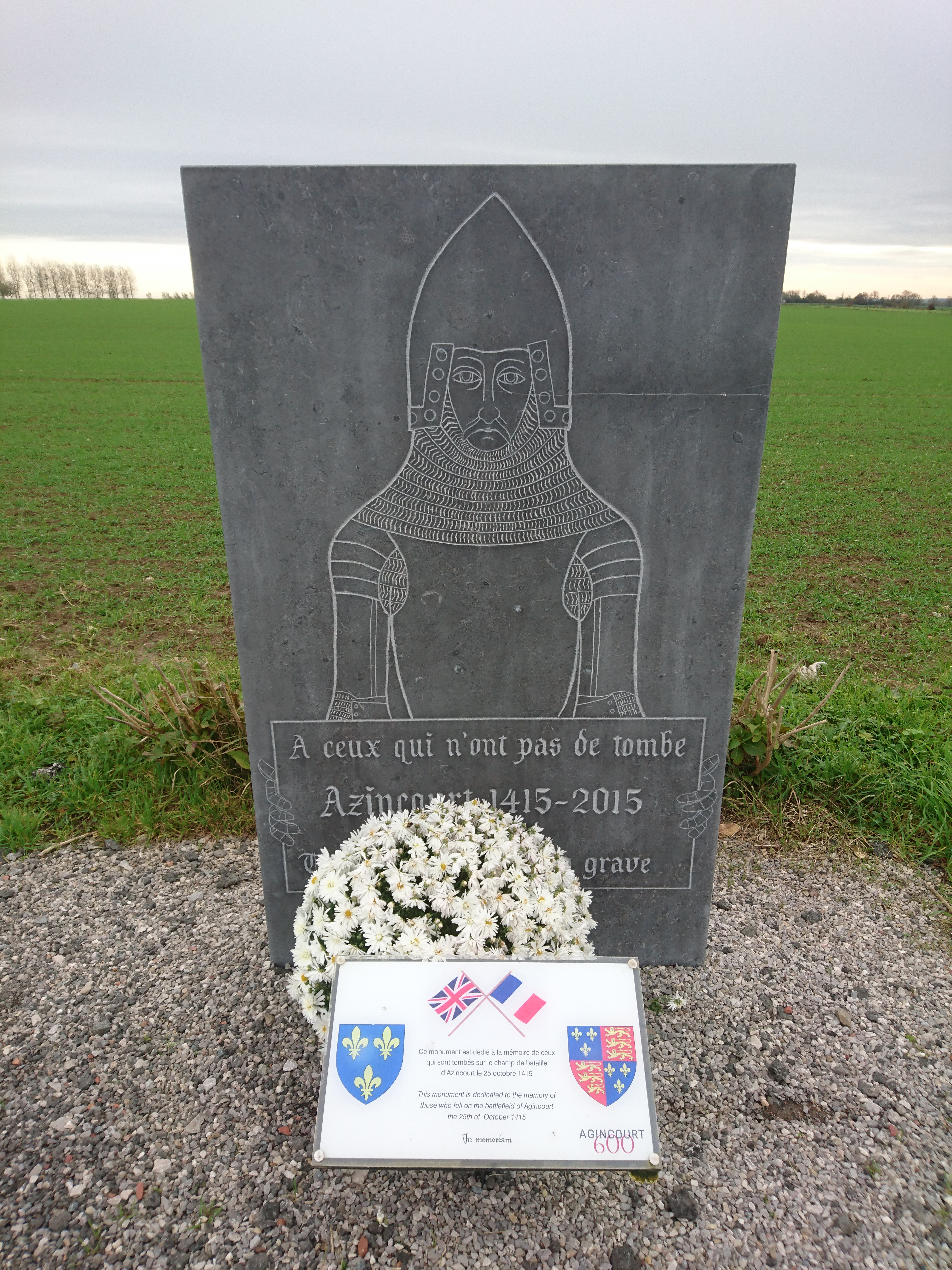
Denkmal an die Schlacht von Azincourt

### Bevölkerungsentwicklung
| Jahr                       | 1962 | 1968 | 1975 | 1982 | 1990 | 1999 | 2006 | 2015 | 2022 |
| -------------------------- | ---- | ---- | ---- | ---- | ---- | ---- | ---- | ---- | ---- |
| Einwohner                  | 213  | 220  | 210  | 228  | 250  | 273  | 290  | 301  | 304  |
| Quellen: Cassini und INSEE |      |      |      |      |      |      |      |      |      |

## Wappen
Blasonierung: „In Silber ein blaugezungter und blaubewehrter roter Doppeladler.“

## Sehenswürdigkeiten

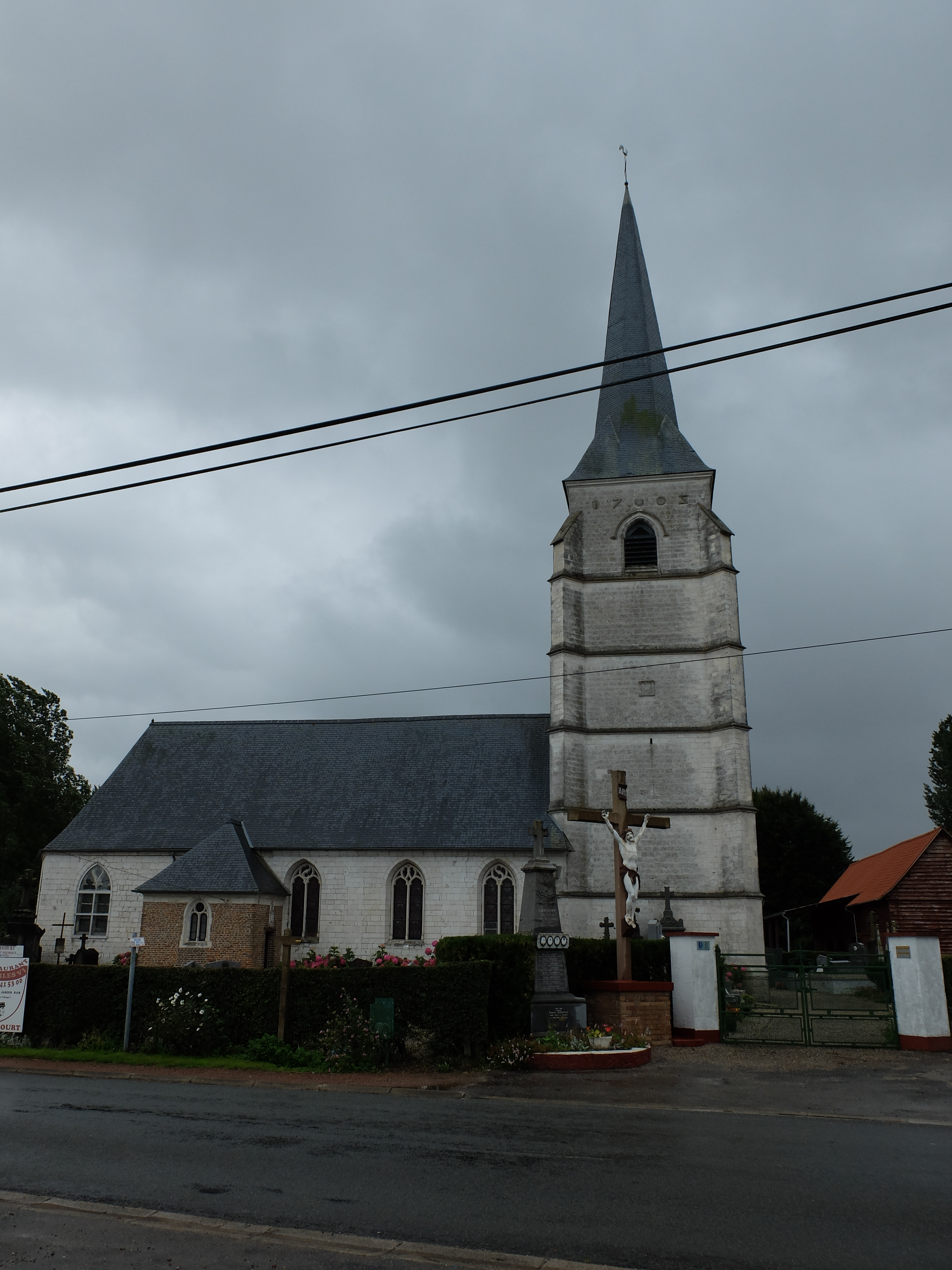
Kirche Saint-Nicolas
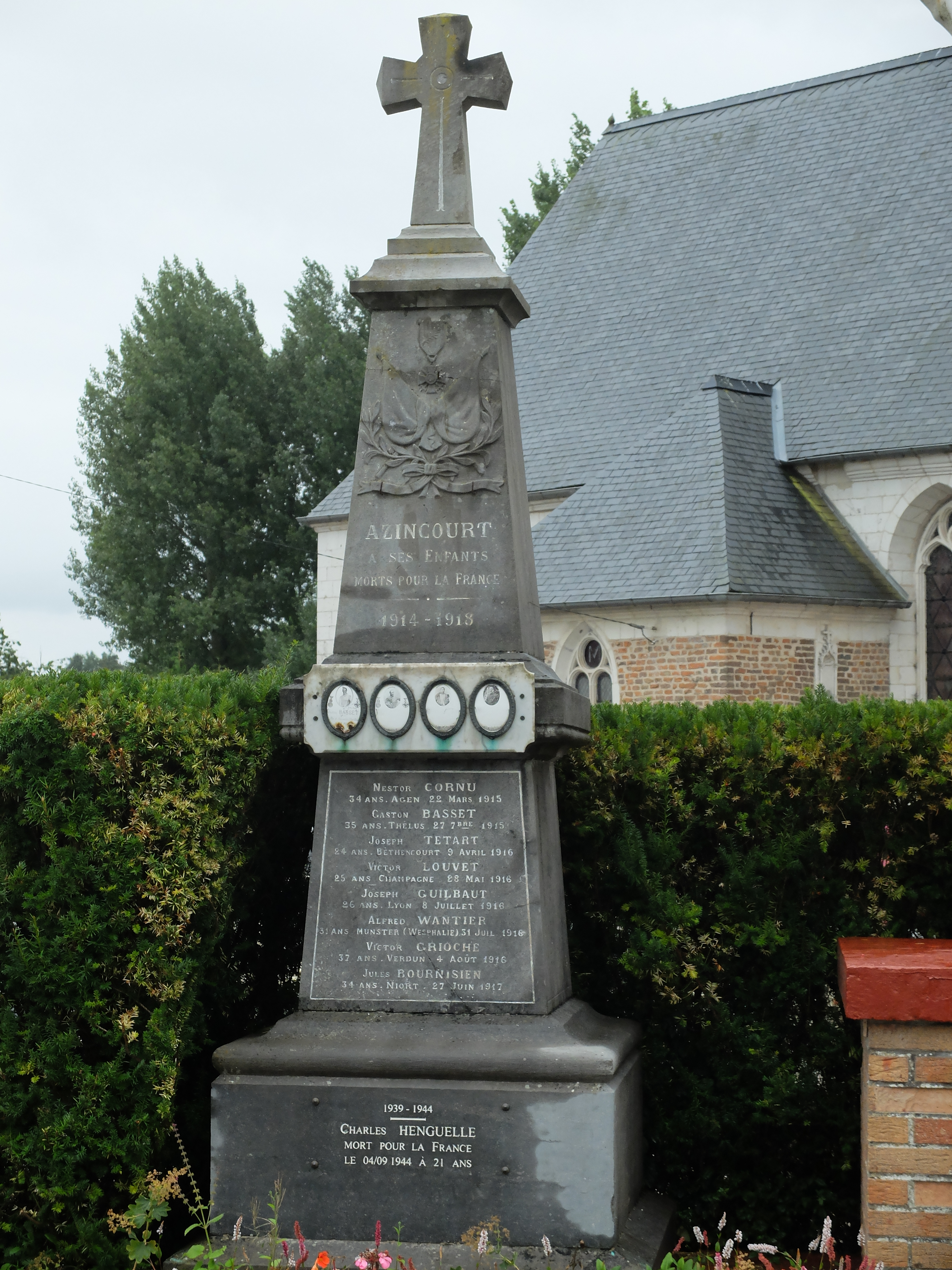
Gefallenendenkmal

- Schloss Bucamps
- Wasserturm

- Kirche Saint-Nicolas
- Gefallenendenkmal